# Landa Uno
Landa Uno är en ort i Mexiko.   Den ligger i kommunen Taxco de Alarcón och delstaten Guerrero, i den sydöstra delen av landet, 110 km sydväst om huvudstaden Mexico City. Landa Uno ligger 1 929 meter över havet och antalet invånare är 108.
Terrängen runt Landa Uno är kuperad åt sydost, men åt nordväst är den bergig. Runt Landa Uno är det ganska tätbefolkat, med 139 invånare per kvadratkilometer. Närmaste större samhälle är Taxco de Alarcón, 2,1 km öster om Landa Uno. I omgivningarna runt Landa Uno växer huvudsakligen savannskog.